# Javon McCrea
Javon Tyree McCrea (Newark, Nueva Jersey, 5 de noviembre de 1992) es un jugador de baloncesto estadounidense que pertenece a la plantilla de los Buffalo eXtreme de la ABA. Con 2,01 metros de estatura, juega indistintamente en las posiciones de ala-pívot o pívot.

## Trayectoria deportiva

### Universidad
Jugó durante cuatro temporadas con los Bulls de la Universidad de Buffalo, en las que promedió 15,7 puntos, 7,7 rebotes, 1,9 asistencias y 2,0 tapones por partido. En su primera temporada fue elegido Freshman del Año de la Mid-American Conference, mientras que en los otros tres jue incluido en el mejor quinteto de la conferencia. En 2014 fue además elegido Jugador del Año de la MAC.

### Profesional
Tras no ser elegido en el Draft de la NBA de 2014, disputó con los Dallas Mavericks las Ligas de Verano de la NBA. El 29 de julio fichó por el equipo alemán del BBC Bayreuth, donde promedió 14,7 puntos y 5,5 rebotes por partido, hasta que en marzo de 2015 una lesión en la rodilla le hiciera perderse el resto de la temporada.
En el mes de agosto de 2015 fichó por el SLUC Nancy de la Pro A francesa, pero solo llegó a disputar 9 partidos, en los que promedió 12,5 puntos y 7,1 rebotes. En febrero de 2016 fichó por los Cangrejeros de Santurce de la Baloncesto Superior Nacional de Puerto Rico. Jugó 12 partidos, en los que promedió 16,3 puntos y 8,4 rebotes.
En abril de 2016 fichó por el Spirou Charleroi belga, pero no superó las pruebas físicas, por lo que el club rompió el acuerdo. El en verano de ese mismo año formó parte del equipo de los Sixers en las ligas de verano, y pocas semanas más tarde fichó por el Maccabi Rishon LeZion de la liga de Israel.